# Jakob Schwimmer
Jakob Schwimmer (* 29. März 1949 in Thon, Gemeinde Pyramoos, Oberbayern; heute zu Sankt Wolfgang) ist ein deutscher Politiker der CSU und war von 2003 bis 2013 Mitglied des Bayerischen Landtags.

## Leben
Nach seinem Abitur am Gymnasium Traunstein 1969 absolvierte Jakob Schwimmer eine Ausbildung zum Kaufmann und war seitdem als selbständiger Kaufmann tätig. Von 1972 bis 1974 war er Vorsitzender der Katholischen Landjugendbewegung (KLJB) im Erzbistum München-Freising, von 1973 bis 1975 stellvertretender Bundesvorsitzender der KLJB.
1977 wurde Schwimmer zum Vorsitzenden des CSU-Ortsverbandes Sankt Wolfgang, 1978 in die Vorstandschaft des Kreisverbandes Erding gewählt. Von 1978 bis 1983 war Schwimmer zweiter Bürgermeister, von 1983 bis 2014 ehrenamtlicher erster Bürgermeister der Gemeinde Sankt Wolfgang. Der Aufschwung der Gemeinde zu einer wachsenden und wirtschaftsstarken Kommune wird wesentlich der aktiven Politik Schwimmers zugeschrieben. 2019 wurde Schwimmer zum Ehrenbürger seiner Heimatgemeinde ernannt.
Von 1990 bis 2008 war er Vorsitzender des Kreisverbands Erding des Bayerischen Gemeindetages. Von 1996 bis 2010 amtierte er als Vorsitzender der Volkshochschule im Landkreis Erding und trieb in dieser Funktion den Neubau des VHS-Gebäudes sowie die Umwandlung der VHS von einem Verein in einen Kommunalen Zweckverband (seit 2009) voran. Seit 1978 ist Schwimmer Mitglied im Kreistag des Landkreises Erding, von 2011 bis 2014 führte er dort die CSU-Fraktion als Vorsitzender und von 2014 bis 2020 war er stellvertretender Landrat.
Bei den Landtagswahlen 2003 wurde er für den Stimmkreis Erding (Wahlkreis Oberbayern) in den Bayerischen Landtag gewählt und arbeitet dort im Ausschuss für Verfassungs-, Rechts- und Parlamentsfragen sowie im Ausschuss für Fragen des öffentlichen Dienstes. 2008 wurde er wiedergewählt und arbeitete im Innen- und Kommunalausschuss des Landtags. Bei der parteiinternen Kandidatenaufstellung im Vorfeld der Landtagswahlen 2013 kandidierte die CSU-Landesschatzmeisterin Ulrike Scharf gegen Schwimmer und setzte sich unerwartet deutlich und gegen Widerstände der lokalen CSU-Führung durch.
Ende 2020 erhielt Schwimmer als einer der Ersten im Landkreis Erding eine Coronaimpfung, obwohl er laut damals bundesweit gültiger Impfverordnung nicht höchste Impfpriorität besaß, was Kritik hervorrief. Das Landratsamt begründete diese Bevorzugung mit einer „Vorbildfunktion“.
Jakob Schwimmer ist verheiratet und hat zwei Kinder.